# Ikeda Shōen

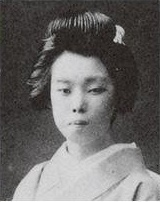
Shōen Ikeda

Ikeda Shōen (japanisch 池田 蕉園, wirklicher Name: Sakakibara Sayuri (榊原 百合子); geboren 13. Mai 1886 in Kanda Präfektur Tokio; gestorben 1. Dezember 1917) war eine japanische Malerin und Ukiyo-e-Künstlerin der Meiji- und Taishō-Zeit.

## Leben
Shōen wurde 1886 als älteste Tochter von Kōsetsu Sakakibara, einem Lehnsmann des Kishiwada-han, und der Tanka-Dichterin Ayako Sakakibara im Stadtteil Kiji geboren. Ihre Mutter erhielt von 1876 an Malunterricht in der Shōgidō-Kunstschule (彰技堂) von Kunisawa Shinkurō. Ihre Eltern gingen im Rokumeikan ein und aus. Shōen hatte noch einen jüngeren Bruder und drei jüngere Schwestern.
Shōen besuchte von 1893 an die Grundschule im Stadtteil Ryōgoku und wechselte zwei Jahre später aufgrund eines Umzugs nach Kōjimachi zur Fujimi-Grundschule. Schon in der Grundschulzeit zeigte sich ihr Talent darin, dass sie Bilder für illustrierte Lesehefte (Kusazōshi) im Flachdruckverfahren anfertigte. 1898 wechselte sie auf die presbyterianische Mädchenschule (女子学院, Josei Gakuin). Da zu dieser Zeit die Aufklärung Einzug ins Erziehungswesen hielt, konnte sie 1901 mit 15 Jahren ein Kunststudium bei Toshikata Mizuno an der privaten Kunstschule Keisai (慶斎画塾) beginnen. Aus Bewunderung für die Malerin Shōen Uemura nahm sie deren Vornamen Shōen an und beschloss Künstlerin zu werden. Ein Jahr später, 1903, gab sie mit der Veröffentlichung von „Kirschblüten betrachten“ ihr Debüt als Künstlerin. Im selben Jahr verliebte sie sich in den Ukiyo-e-Künstler Terukatai Ikeda und gab die Kunstschule auf.
Nachdem sie Shōen die Kunstschule verlassen hatte, schloss sie sich der Studiengruppe von Kaburagi Kiyokata an. Bei einer Gemäldeausstellung stellte sie ihr Bild Tsumi kusa (つみ草), im darauffolgenden Jahr das Bild Yūgure (夕暮れ, etwa: „Abenddämmerung“) aus. 1904 verlobte sie sich mit Terukatai, der sie kurz darauf mit einer anderen Frau verließ, worauf Shōen drei Jahre lang ihre künstlerische Tätigkeit einstellte.
1906 stellte sie ihr Werk Waga hato (わが鳩, etwa: „Meine Taube“) bei der Bijutsu Kenseikai (美術研精会) aus, das die Anerkennung von Hashimoto Gahō fand. 1907 wurde ihr Bild Hana no kage (花の蔭, etwa: „Blumenschatten“) bei einer Ausstellung in Tokio zum zweitbesten Werk gekürt. Noch im Herbst belegte sie mit ihrem Bild Mono mōde (もの詣で) Platz 3 der vom Kultusministerium erstmals veranstalteten Bunten. Diesen Erfolg konnte sie darauffolgenden Jahr mit Yayoi wiederholen.
1909 verstarb ihr Lehrer Toshikata. In der Folge wurde sie Schülerin von Kason Suzuki und Gyokudō Kawai, der auch Terukatai unterwies. Die folgenden Jahre sollten ihre produktivste Schaffensperiode werden. Sie schuf 1908 die Illustrationen zu Izumi Kyōkas Buch Yanagibako, reiste nach Kyōto und arbeitet gemeinsam mit ihrem Vorbild Uemura Shōen an den Werken Higashi no shōen, nishi no shōen (東の蕉園、西の松園), Keishūgakka no sōheki (閨秀画家の双璧) und Tōzai gadan no hana (東西画壇の華). Danach besuchte sie die Nihonga-Malerin Seien Shima in Ōsaka, wo sie die Landschaftsdarstellung Santo mizono (三都三園) schuf. Außerdem schuf sie eine große Zahl von Frontispizen für Bücher und Illustrationen für Zeitschriften. Dazu gehören Bilder für Izumi Kyōkas Roman Shirasagi und für Shūsei Tokudas Roman Yūwaku (誘惑) und Bilder für Zeitschriften wie Shōjo sekai (etwa: „Welt der Frau“) und Shōjo gahō (etwa: „Illustrierte der Frau“). 1908 nahm Shōen an der Kyōka-kai, einem Treffen von Unterstützern Izumis teil und lernte Shigure Hasegawa, Autorin von Theaterstücken und Herausgeberin von Literaturzeitschriften, kennen, mit der sie fortan eine rege Freundschaft verband.
1911 kehrte sie nach Hause zurück und heiratete Terukatai, mit dem sie gemeinsam ausstellte und Wandschirme wie Hängerollen bemalte. 1914 stellte sie bei der ersten Ausstellung der Nihon Bijutsuin zusammen mit ihrem Mann die Werk O-natsu (お夏) und O-han aus. Zu diesem Zeitpunkt war Shōen durch ihr Schaffen bereits eine bekannte Persönlichkeit geworden, wodurch sie zum einen viele Schüler und ein gesichertes Einkommen besaß und wodurch ihr zum anderen die Aufmerksamkeit der Damen aus der gehobenen Gesellschaft zuteilwurde. Sie war so bekannt, dass sie selbst zum Taishō-Tennō Yoshihito eingeladen wurde. Die Preise für ihre Werke stiegen, doch im gleichen Maße stieg auch die Anzahl der Plagiate ihrer Werke. 1916 erhielt sie bei der 10. Bunten Ausstellung den Sonderpreis.
1917 erkrankte Shōen an Tuberkulose. Durch die mangelnde Fürsorge ihres Ehemanns verkompliziert sich die Erkrankung durch eine Rippenfellentzündung, sodass sie am 1. Dezember im Alter von 31 Jahren starb. Ihr Grab befindet sich auf dem Friedhof Yanaka. Shōens Mann Terukatai starb vier Jahre nach ihr 1921 im Alter von 38 Jahren.

## Werke und Ausstellungen (Auswahl)
- Shunryū (春流), 110,3 × 41,3 cm[3]
- Satsuki (さつき), 148 × 56,5  cm[4]
- 1910 Aki no shirabe, fuyu no madoi (秋のしらべ、冬のまどい), Ausstellung, 4. Bunten
- 1910 Momiji-gari (紅葉狩, etwa: Herbstlaub betrachten) und kaiōi (貝覆, etwa Spiel mit Muscheln), beide Werke auf einem Wandschirm, bei der Japan–British Exhibition, London
- 1911 Kaeri michi (かえり路, etwa Heimweg), Ausstellung, 5. Bunten
- 1914 Nakamaku no ato (中幕のあと), Ausstellung, 8. Bunten
- 1916 Kozo no kefu (こぞのけふ), 170,4 × 30,2 cm, Ausstellung, 10. Bunten[5][1]

## Galerie

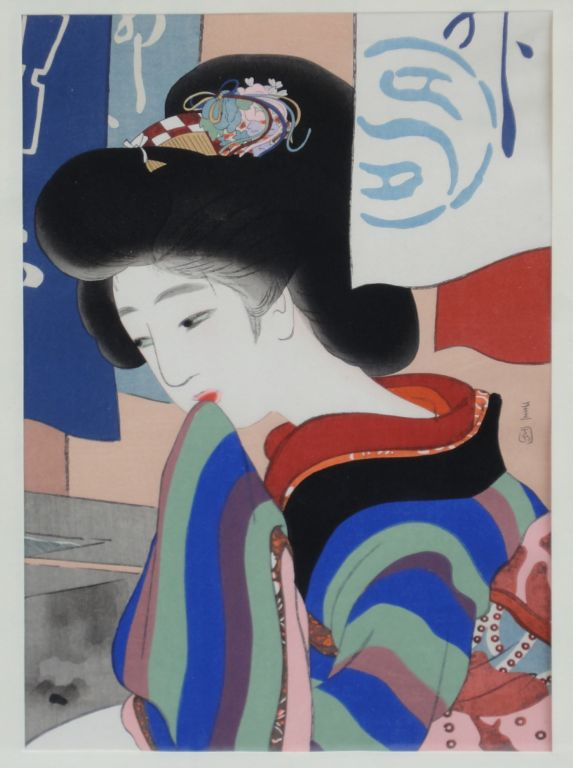
Bildnis einer schönen Frau aus „milder Herbsttag im November“ (十一月　小春日)
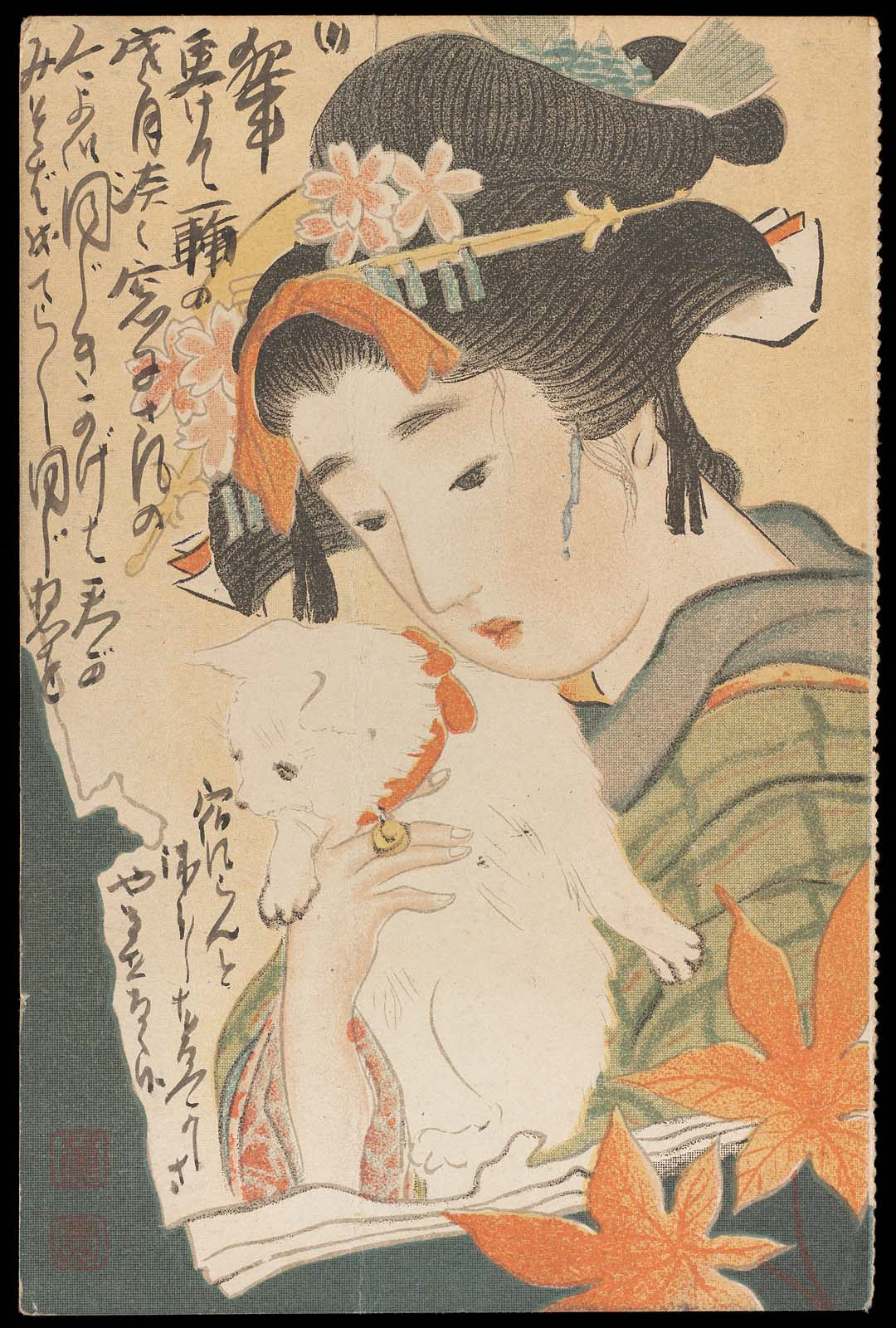
„Mädchen mit Katze“ (少女と猫, Otome to neko), Lithografie, Bildpostkarte aus dem Anhang von (女学世界)
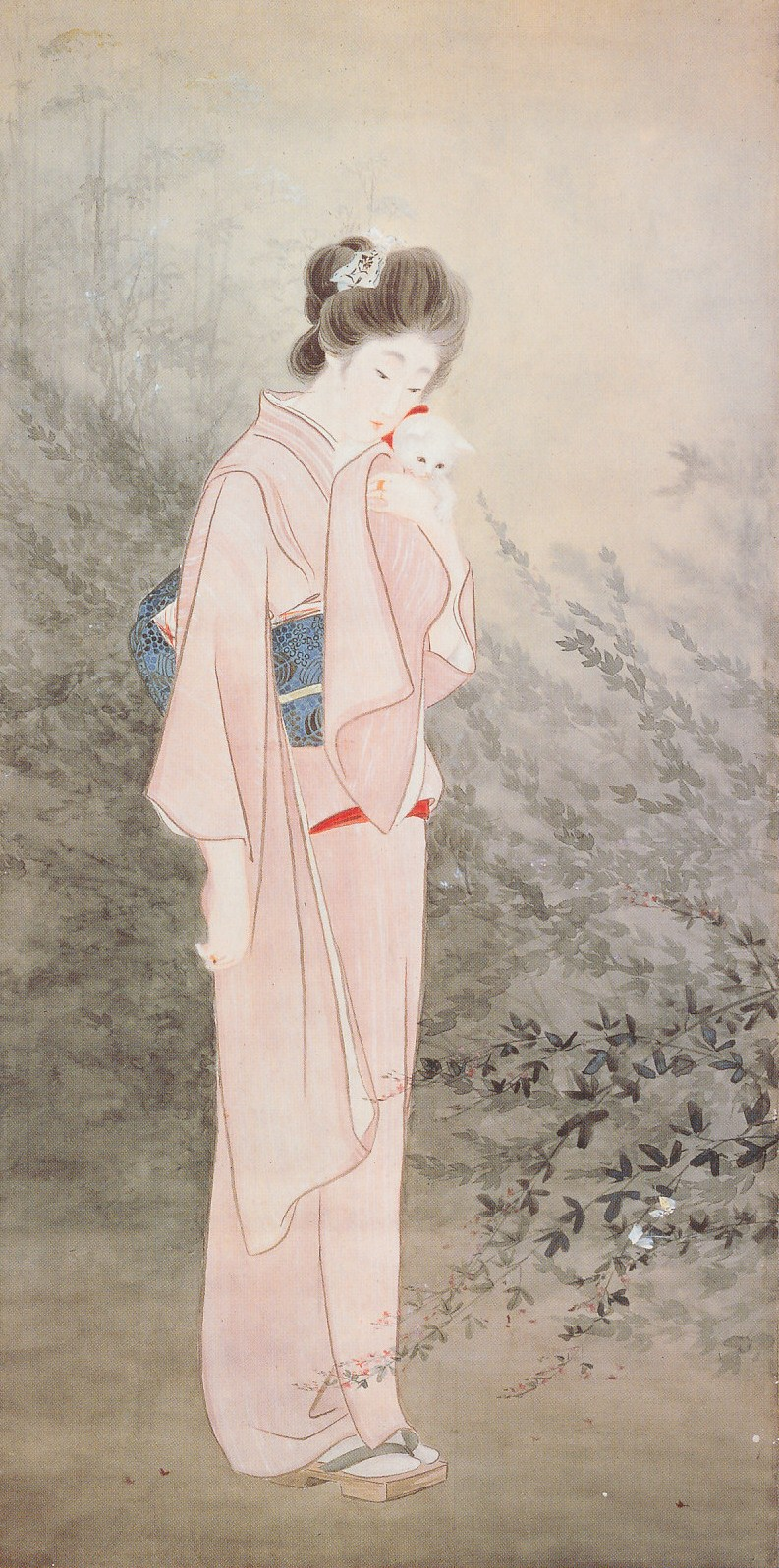
„Herbstgarten“ (秋苑, Shūen)
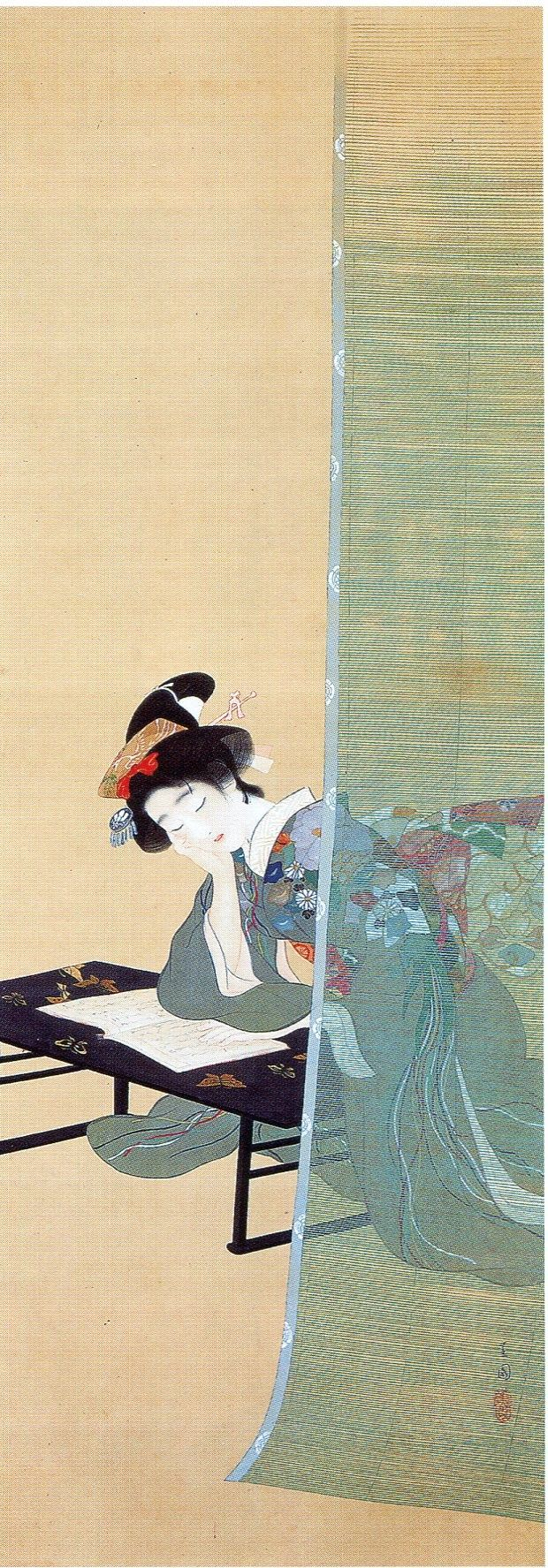
„Herbstliche Melancholie“ (秋思, Shūshi)
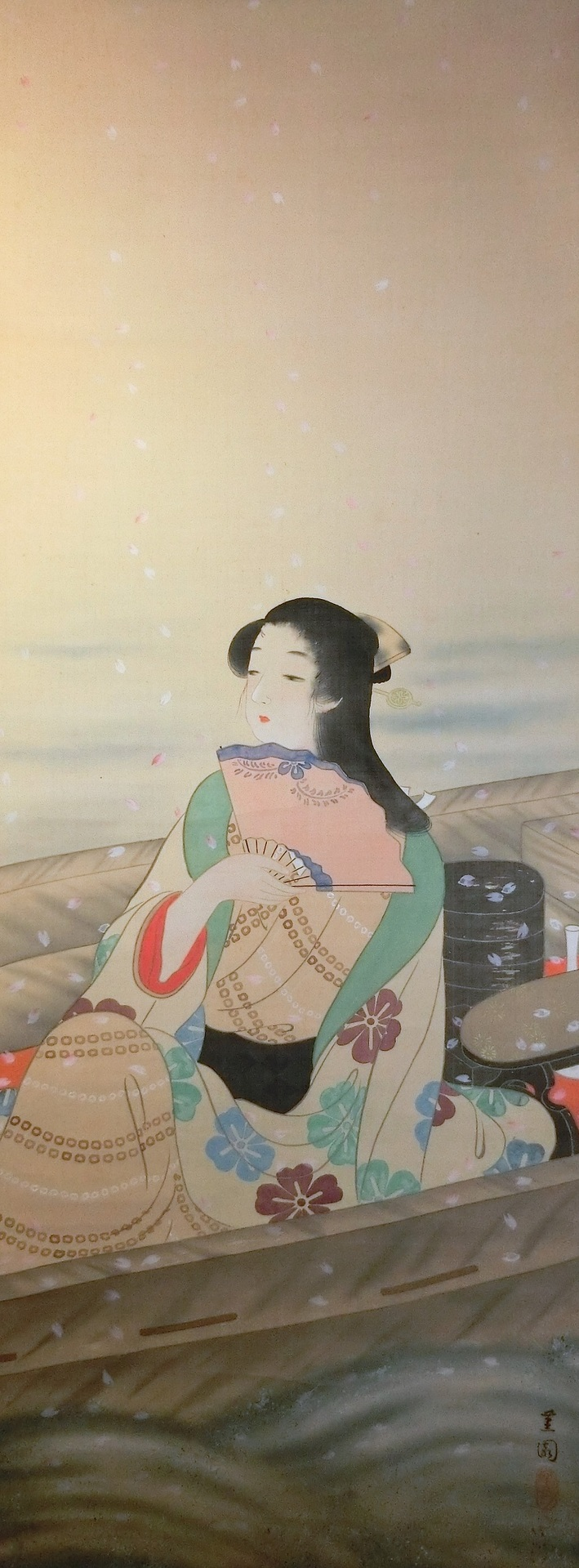
„Kirschblüten betrachten“ (桜狩, Sakura-gari)
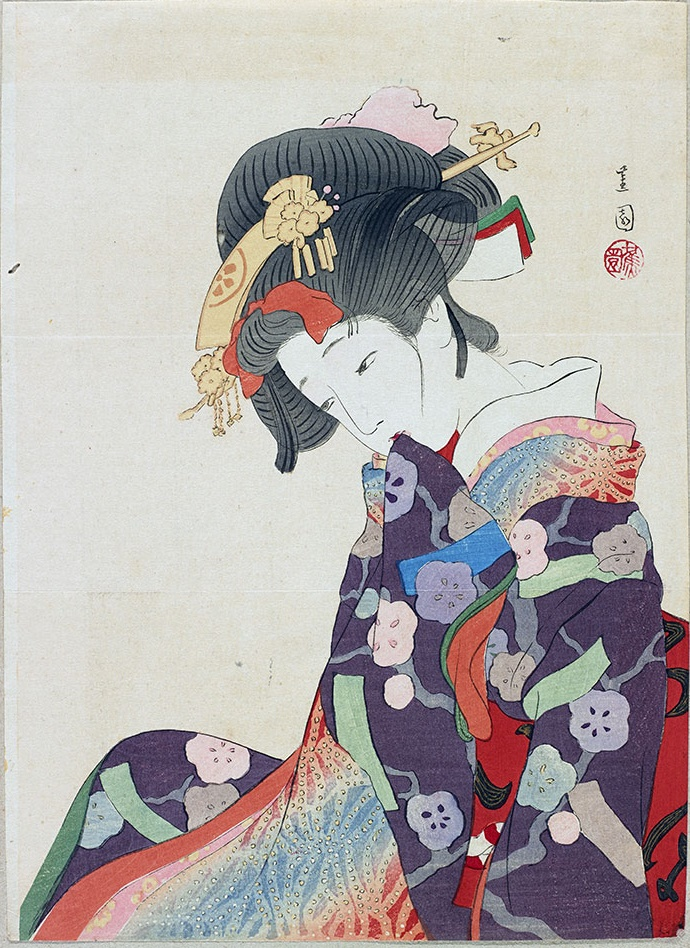
Frontispiz (Kuchi-e)